# Pingasa rhodozona
Pingasa rhodozona là một loài bướm đêm trong họ Geometridae.